# 魅少女シャルロット
『魅少女シャルロット』（みしょうじょシャルロット、原題：Charlotte for Ever）は、シャルロット・ゲンズブールが1986年に発表したデビュー・アルバム。

## 解説
1984年、シャルロットは父セルジュ・ゲンズブールとのデュエット・ソング「レモン・インセスト」で歌手デビューを果たし、1986年には、やはり父のプロデュースによる本アルバムを発表。2曲で再び父セルジュとのデュエットを披露しており、「シャルロット・フォー・エヴァー」は、セルジュの監督・脚本によるシャルロットの主演映画『シャルロット・フォー・エヴァー』（1986年公開）の主題歌でもある。
1991年の再発盤では、前述の「レモン・インセスト」が追加収録され、アルバム・タイトルも"Lemon Incest"に変更された。1991年盤はジャケットも変更されている。日本盤も同じフォーマットで再発されたが、日本語タイトルは1986年盤と同じ『魅少女・シャルロット』であった。
シャルロットは本作を発表してからは女優としての活動を重視しており、1996年に自身の主演映画『ラブetc.』の主題歌をシングルとして発表するまでの10年間、自己名義のCDは発表しなかった。

## 収録曲
特記なき楽曲はセルジュ・ゲンズブール作詞・作曲。
1. シャルロット・フォー・エヴァー - "Charlotte For Ever" - 3:56
  - セルジュ・ゲンズブールとのデュエット
2. ファスナー - "Ouvertures Éclair" - 4:01
3. ダディ! S.O.S. - "Oh Daddy Oh" - 4:19
4. わすれて…ほしい - "Don't Forget to Forget Me" - 4:43
5. あなたのために - "Pour Ce Que Tu N'étais Pas" - 3:17
6. もっとやさしく - "Plus Doux Avec Moi" - 5:03
  - セルジュ・ゲンズブールとのデュエット
7. エラスティック - "Élastique" - 3:06
8. 落第点 - "Zéro Pointé Vers l'Infini" (Matvei Blanter, Serge Gainsbourg) - 3:51

### 再発盤ボーナス・トラック
1. レモン・インセスト - "Lemon Incest" (S. Gainsbourg, Frédéric Chopin) - 5:13
  - セルジュ・ゲンズブールとのデュエット
  - 原曲はショパン「別れの曲」